# Réserve écologique Judith-De Brésoles

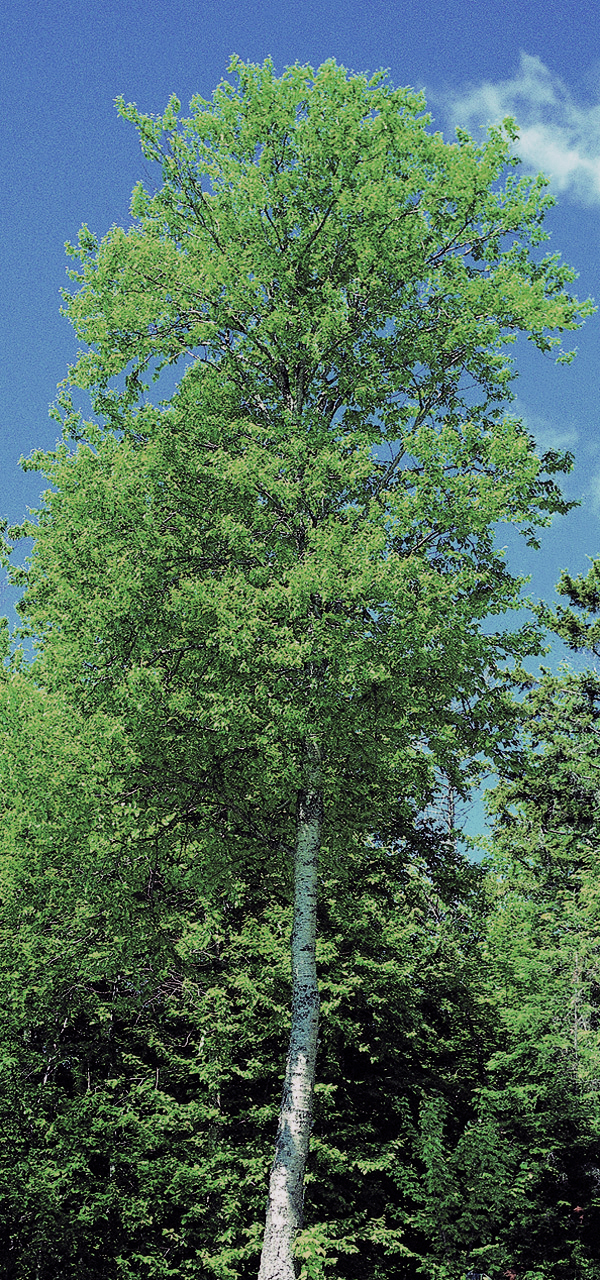
Gelbbirke

Die Réserve écologique Judith-De Brésoles ist ein im Jahr 1992 eingerichtetes, 1089,51 ha großes Schutzgebiet im Süden der kanadischen Provinz Québec in der Agglomération de La Tuque.
Es liegt rund 60 km nordöstlich von La Tuque am Ostrand des Lac-Édouard und gehört zum gleichnamigen Dorf. Es dient dem Schutz eines der nördlichsten Gelbbirkenwälder.
Das Schutzgebiet Judith-De Brésoles repräsentiert vor allem die Flora und Fauna, die für die unteren Laurentiden im Bereich des Saguenay-Flusses typisch ist. Es liegt im Bereich des präkambrischen Flussgebiets und weist dementsprechend Tillit auf, hinzu kommen eiszeitliche und nacheiszeitliche Ablagerungen des Typs Kame und Esker. Diese Ablagerungen bestehen vor allem aus Sand und Kies. Darauf entwickelte sich Podsol, auch Bleich- oder Grauerde genannt.
Kennzeichnend sind Espe, Papier-Birke, Balsam-Tanne, Schwarz-Fichte. Im Westen des Schutzgebiets findet sich eines der nördlichsten Vorkommen der Gelb-Birke.
Seinen Namen erhielt das Schutzgebiet nach Judith Moreau De Brésoles (1620–1687), der Gründerin und ersten Oberin der Religieuses hospitalières de l'Hôtel-Dieu de Ville-Marie (der seinerzeitige Name für das heutige Montréal).